# 해양지구물리학
해양지구물리학(Marine geophysics)은 지구물리학의 방법을 사용하여 세계의 해저 분지와 대륙 가장자리, 특히 바다 밑의 단단한 지구를 연구하는 과학 분야이다. 퇴적학적, 고생물학적, 지구화학적 방법을 사용하는 해양 지질학과 목표를 공유한다. 해양 지구 물리학 데이터 분석은 해저 확장 및 판 구조론 이론으로 이어졌다.

## 방식
해양지구물리학은 탐사 지구물리학, 지진학 등 대륙에서 주로 사용되는 기술과 음파 탐지기 등 해양 고유의 방법을 사용한다. 대부분의 지구 물리학 기기는 수상 선박에서 사용되지만 일부는 해저 근처에서 견인되거나 자율 수중 차량(AUV)과 같이 자율적으로 작동한다.
해양 지구물리학의 목적에는 해저의 깊이와 특징 결정, 해저의 지진 구조 및 지진, 해저와 가장자리에 대한 중력 및 자기 이상 매핑, 해저를 통한 열 흐름 결정 및 전기적 특성이 포함된다.

## 해양지구물리학 연구를 수행하는 연구센터
- 케임브리지 대학교
- IFREMER
- 텍사스 A&M 대학교
- 하와이 대학교
- 로드아일랜드 대학교
- 워싱턴 대학교